# Rusali
Rusali (авторское название — Руѕалі) — первый официально изданный альбом дарк-эмбиент проекта Старуха Мха, вышедший в июне 2003 года на лейбле Tantric Harmonies. Является вторым по порядку создания.

## Об альбоме
Rusali записан в жанре дарк-ритуал-эмбиента с элементами нойза и индастриала. При создании музыки Роман Сидоров, единственный участник проекта, использовал синтезатор, гитару, барабаны, вокал, индустриальные элементы и звуки природного происхождения: скрип ветвей, шорох листьев, треск костра, голоса птиц и другие.
В композиции «Over Quiet Water» («Над тихой водой») использован семпл голоса Сергея Есенина из стихотворения «Я покинул родимый дом…» (1918): «Золотою лягушкой Луна // Распласталась на тихой воде…»
В композиции «Bark» («Кора») использован голосовой семпл, цитата из пьесы Леонида Андреева «Жизнь человека» («Доселе небывший, таинственно схороненный в безграничности времен, не мыслимый, не чувствуемый, не знаемый никем, — он таинственно нарушит затворы небытия и криком возвестит о начале своей короткой жизни»).
В композициях «…And the Trees Woke Up» («…И деревья проснулись»), «Bark» («Кора»), «Ear of the night» («Ухо ночи») и «Paporotnik» («Папоротник») хорошо различимы полевые записи леса.
До релиза на Tantric Harmonies Сидоров самостоятельно распространял этот альбом на CD-R. В авторской версии он носил название «Руѕалі». Названия композиций были русскоязычными, и некоторые были позднее полностью переименованы на английский язык . В оформлении самиздата были использованы фрагменты картин Ивана Билибина «Русалка», «Водяной» и «Ночь на берегу Ильмень-озера». В релизе от Tantric Harmonies без изменений осталось только оформление самого диска — силуэт старухи на чёрном фоне.
Однако, никаких подтверждений выпуска самиздата самим Романом нет, никто из его близких не подтвердил это, как и не опроверг.

## Список композиций
| №   | Название                 | Авторский вариант названия (самиздат) | Длительность |
| --- | ------------------------ | ------------------------------------- | ------------ |
| 1.  | «Wheel of the Year»      | «Колесо года»                         | 4:28         |
| 2.  | «Grasses»                | «Травы»                               | 6:01         |
| 3.  | «On Branches»            | «На ветвях»                           | 4:31         |
| 4.  | «Blue Rivers of the Sky» | «Синие реки небес»                    | 5:20         |
| 5.  | «Deformation»            | «Kруг железного предначертания»       | 6:29         |
| 6.  | «…And the Trees Woke Up» | «...И деревья проснулись»             | 7:53         |
| 7.  | «Over Quiet Water»       | «Над тихой водой»                     | 6:59         |
| 8.  | «Bark»                   | «Кора»                                | 5:41         |
| 9.  | «Bonfires on a Hill»     | «Костры на холме»                     | 8:13         |
| 10. | «Ear of the Night»       | «Ухо ночи»                            | 8:06         |
| 11. | «Through the Woods»      | «Через леса»                          | 5:50         |
| 12. | «Paporotnik»             | «Папоротник»                          | 9:47         |